# U-38 (tàu ngầm Đức) (1938)
U-38 là một tàu ngầm tuần dương  Lớp Type IX thuộc phân lớp Type IXA được Hải quân Đức Quốc Xã chế tạo trước Chiến tranh Thế giới thứ hai. Nhập biên chế năm 1938, nó đã thực hiện được mười một chuyến tuần tra, đánh chìm tổng cộng 35 tàu buôn với tổng tải trọng 188.967 GRT, đồng thời gây hư hại cho một tàu buôn tải trọng 3.670 GRT. Chiếc tàu ngầm được xếp thứ mười trong số những tàu ngầm U-boat thành công nhất trong Thế Chiến II. U-38 được rút về làm nhiệm vụ huấn luyện trong khu vực biển Baltic từ cuối năm 1941; và khi Thế Chiến II bước vào giai đoạn kết thúc, trong khuôn khổ Chiến dịch Regenbogen, nó bị đánh đắm tại Wesermünde vào ngày 5 tháng 5, 1945 để tránh bị lọt vào tay lực lượng Đồng Minh. Xác tàu đắm được trục vớt và tháo dỡ vào năm 1948.

## Thiết kế và chế tạo

### Thiết kế
Thiết kế của tàu ngầm Type IX là phiên bản cải biến từ tàu ngầm Type IA. Chúng có trọng lượng choán nước 1.032 t (1.016 tấn Anh) khi nổi và 1.153 t (1.135 tấn Anh) khi lặn). Con tàu có chiều dài chung 76,50 m (251 ft 0 in), lớp vỏ trong chịu áp lực dài 58,75 m (192 ft 9 in), mạn tàu rộng 6,51 m (21 ft 4 in), chiều cao 9,40 m (30 ft 10 in) và mớn nước 4,70 m (15 ft 5 in).
Chúng trang bị hai động cơ diesel MAN M 9 V 40/46 siêu tăng áp 9-xy lanh 4 thì, tổng công suất 4.400 PS (3.200 kW; 4.300 bhp), dẫn động hai trục chân vịt đường kính 1,92 m (6,3 ft), cho phép đạt tốc độ tối đa 18,2 kn (33,7 km/h), và tầm hoạt động tối đa 10.500 nmi (19.400 km) khi đi tốc độ đường trường 10 kn (19 km/h). Khi đi ngầm dưới nước, chúng sử dụng hai động cơ/máy phát điện Siemens-Schuckert 2 GU 345/34 tổng công suất 1.000 PS (740 kW; 990 shp). Tốc độ tối đa khi lặn là 7,7 kn (14,3 km/h), và tầm hoạt động 65–78 nmi (120–144 km) ở tốc độ 4 kn (7,4 km/h). Con tàu có khả năng lặn sâu đến 230 m (750 ft).
Vũ khí trang bị có sáu ống phóng ngư lôi 53,3 cm (21 in), bao gồm bốn ống trước mũi và hai ống phía đuôi, và mang theo tổng cộng 22 quả ngư lôi 53,3 cm (21 in). Tàu ngầm Type IX trang bị một hải pháo 10,5 cm (4,1 in) SK C/32 với 110 quả đạn, một pháo phòng không 3,7 cm (1,5 in) SK C/30 và hai pháo phòng không 2 cm (0,79 in) C/30. Thủy thủ đoàn bao gồm 4 sĩ quan và 44 thủy thủ.

### Chế tạo
U-38 được đặt hàng vào ngày 29 tháng 7, 1936, rõ ràng là một vi phạm những điều khoản của Hiệp ước Versailles, và được đặt lườn tại xưởng tàu AG Weser của hãng DeSchiMAG ở Bremen vào ngày 15 tháng 4, 1937. Nó được hạ thủy vào ngày 9 tháng 8, 1938, và nhập biên chế cùng Hải quân Đức Quốc Xã vào ngày 24 tháng 10, 1938 dưới quyền chỉ huy của Hạm trưởng, Đại úy Hải quân Heinrich Liebe.

## Lịch sử hoạt động

### 1939

#### Chuyến tuần tra thứ nhất
U-38 xuất phát từ Wilhelmshaven vào ngày 19 tháng 8, 1939 cho chuyến tuần tra đầu tiên trong chiến tranh. Nó băng qua khe GIUK giữa quần đảo Faroe và Iceland để hoạt động trong vùng biển Bắc Đại Tây Dương dọc theo phía Tây quần đảo Anh cho đến ngoài khơi Lisbon, Bồ Đào Nha. Nó quay trở về cảng Wilhelmshaven vào ngày 18 tháng 9 sau chuyến tuần tra kéo dài bốn tuần và đánh chìm được hai tàu buôn Anh. Vào ngày 5 tháng 9, U-38 chặn bắt chiếc tàu buôn Pháp Pluvoise để khám xét giấy tờ, rồi phóng thích chiếc tàu buôn. Tuy nhiên Pluvoise sau đó lại dùng vô tuyến cảnh báo các tàu khác về sự hiện diện của tàu ngầm U-boat. Sự việc này đã khiến Đại úy Liebe hạm trưởng bị khiển trách, và các tàu U-boat khác được cảnh báo tuân thủ chặt chẽ quy tắc chiến tranh tàu ngầm, cũng như tránh đụng độ tàu buôn Pháp.
Sang ngày hôm sau 6 tháng 9, ở vị trí 70 nmi (130 km) về phía Tây Nam Capo da Roca, Bồ Đào Nha, U-38 đã nổ súng cảnh cáo để buộc chiếc tàu buôn Anh Manaar 7.242 GRT dừng lại, nhưng mục tiêu nổ súng chống trả, buộc U-38 phải lặn xuống và đánh chìm Manaar bằng ngư lôi tại tọa độ 38°28′B 10°50′T / 38,467°B 10,833°T. Viện dẫn sự kiện Manaar đã nổ súng nhắm vào U-38, Đại úy Liebe hạm trưởng đã không dừng lại cứu giúp những người sống sót. Cho dù có quan điểm cho rằng các tàu ngầm dưới quyền không cần tuân thủ quy tắc giao chiến khi đối đầu một tàu buôn vũ trang, Đô đốc Karl Dönitz tư lệnh lực lượng tàu ngầm Hải quân Đức, tiếp tục lưu ý các tàu U-boat nên cẩn thận trong những tình huống tương tự.
Vào ngày 11 tháng 9, U-38 đã nổ súng cảnh cáo để chặn bắt tàu chở dầu Anh Inverliffey 9.456 GRT, và sau đó phóng ngư lôi đánh chìm con tàu đang treo cờ Ireland trung lập này, viện lý do Inverliffey đang vận chuyển lậu xăng đến Anh. Thực ra Inverliffey đã chuyển quốc gia đăng bạ từ Ireland sang Anh hai ngày trước khi bị đánh chìm tại tọa độ 48°14′B 11°48′T / 48,233°B 11,8°T. Dù sao U-38 cũng đã trợ giúp cho thủy thủ đoàn Inverliffey đã bỏ tàu được an toàn.

#### Chuyến tuần tra thứ hai
Sau gần hai tháng ở lại cảng, U-38 xuất phát từ Wilhelmshaven vào ngày 12 tháng 11, và tiếp tục dưới quyền chỉ huy của Đại úy Liebe cho chuyến tuần tra thứ hai tại vùng biển phía Tây Bắc Na Uy. Đến ngày 17 tháng 11, Bộ chỉ huy Tối cao Hải quân Đức chỉ thị cho U-38 và U-36 trinh sát vị trí của Basis Nord, một căn cứ hải quân Đức bí mật ngoài khơi bán đảo Kola được Liên Xô cung cấp để đánh phá tàu bè Đồng Minh. Nhiệm vụ này yêu cầu phải trao đổi ám hiệu nhận diện với tàu Hải quân Xô viết đang tuần tra tại khu vực, sau đó một tàu Xô Viết sẽ hộ tống các tàu Đức đến địa điểm của căn cứ.
U-36 đã không rời khỏi vùng biển Na Uy, vì đã bị tàu ngầm Anh HMS Salmon đánh chìm. U-38 đã bình yên vòng qua mũi North và đi đến vịnh Teriberka vào xế trưa ngày 26 tháng 11. Di chuyển theo chế độ im lặng, U-38 tránh bị các tàu buôn phát hiện nhằm giúp cho phía Liên Xô duy trì tình trạng trung lập vào lúc đó. Hạm trưởng của U-38 báo cáo rằng trong chuyến đi vòng qua mũi North và bán đảo Peninsula, chiếc tàu ngầm phát hiện từ 30 đến 40 mục tiêu.
Sau khi hoàn thành nhiệm vụ trinh sát lén lút này, U-38 quay trở lại vai trò đánh phát tàu buôn và đã đánh chìm ba tàu buôn Đồng Minh. Nó đánh chìm tàu buôn Anh Thomas Walton vào ngày 7 tháng 12, tàu buôn Hy Lạp Garoufalia vào ngày 11 tháng 12, và tàu buôn Anh Deptford vào ngày 13 tháng 12. Sau hơn một tháng hoạt động, chiếc tàu ngầm quay trở về Wilhelmshaven vào ngày 16 tháng 12.

### 1940

#### Chuyến tuần tra thứ ba
Một lần nữa U-38 trải qua một thời gian dài được tiếp liệu trong cảng trước khi khởi hành vào ngày 26 tháng 2, 1940 cho chuyến tuần tra thứ ba, để hoạt động tại Khu vực Tiếp cận phía Tây. Trong chuyến đi này U-38 đã đánh chìm sáu tàu đối phương. Thoạt tiên vào ngày 9 tháng 3, nó đã bắn hải pháo đánh chìm tàu đánh cá trung lập Ireland Leukos ở vị trí ngoài khơi đảo Tory, khiến toàn bộ 11 thành viên thủy thủ đoàn thiệt mạng. Leukos đang hoạt động cùng với các tàu đánh cá Anh, và có suy đoán cho rằng nó đã cố ý chặn ngang giữa chiếc U-boat và các tàu Anh, sử dụng trạng thái trung lập của mình để giúp các tàu Anh chạy thoát. Sau đó U-38 tiếp tục đánh chìm tàu chở hàng Đan Mạch Argentina vào ngày  17 tháng 3, và các chiếc Algier và Christiansborg vào ngày  21 tháng 3. Tàu chở hàng Na Uy Cometa bị đánh chìm vào ngày 26 tháng 3, và cuối cùng là tàu buôn Phần Lan Signe bị đánh chìm vào ngày 2 tháng 4. Sau sáu tuần hoạt động, U-38 quay trở về cảng Wilhelmshaven vào ngày 5 tháng 4.

#### Chuyến tuần tra thứ tư
U-38 rời cảng nhà Wilhelmshaven vào ngày 8 tháng 4, và tiếp tục dưới quyền chỉ huy của Đại úy Liebe cho chuyến tuần tra thứ tư với nhiệm vụ hỗ trợ cho hoạt động  chiếm đóng Na Uy. Trong chuyến tuần tra này, U-38 đã báo cáo về sự kiện ngư lôi của nó gặp trục trặc, sau khí nó phóng ngư lôi tấn công tàu tuần dương hạng nặng HMS Effingham (D98) không có kết quả.
Trong trận hải chiến Narvik thứ nhất diễn ra vào ngày 10 tháng 4, U-38 cùng với U-65 được bố trí ở lối ra vào vịnh. Khi lực lượng Hải quân Hoàng gia Anh xuất hiện, U-38 đã phóng ngư lôi tấn công thiết giáp hạm HMS Valiant và tàu tuần dương hạng nhẹ HMS Southampton, nhưng đều bị trượt. Trong trận hải chiến thứ hai diễn ra ba ngày sau đó, nó tấn công Effingham, nhưng các quả ngư lôi đã gặp trục trặc và bị kích nổ sớm. Chiếc tàu ngầm quay trở về căn cứ Wilhelmshaven vào ngày 27 tháng 4.

#### Chuyến tuần tra thứ năm
Tiếp tục khởi hành từ Wilhelmshaven vào ngày 6 tháng 6 cho chuyến tuần tra thứ năm, U-38 hoạt động tại vùng biển về phía Nam Ireland, nơi nó đánh chìm được sáu tàu buôn Đồng Minh. Tàu chở hàng Hy Lạp Mount Myrto bị đánh chìm vào ngày 14 tháng 6; rồi sang ngày hôm sau, trong thành phần Đoàn tàu HX 47 di chuyển từ Halifax đến Anh, tàu chở hàng Canada Erik Boye và tàu chở dầu Na Uy Italia đã bị đánh chìm. Năm ngày sau đó, 20 tháng 6, tàu chở hàng Thụy Điển Tilia Gorthon bị đánh chìm; tiếp theo sau đó là tàu buôn Bỉ Luxembourg vào ngày  21 tháng 6 và tàu chở hàng Hy Lạp Neion vào ngày hôm sau. U-38 quay trở về Wilhelmshaven vào ngày  2 tháng 7.
Trong chuyến tuần tra này, U-38 đã thành công trong việc cho đổ bộ một đặc vụ, Walter Simon, lên vịnh Dingle, Ireland vào ngày 12 tháng 6. Tuy nhiên tung tích của điệp viên này bị lộ khi anh ta hỏi thăm về lịch trình chuyến tàu hỏa đi Dublin, trong khi dịch vụ hành khách này đã tạm dừng 14 tháng trước đó. Điệp viên Đức bị bắt giữ cho đến hết chiến tranh.

#### Chuyến tuần tra thứ sáu
U-38 xuất phát từ căn cứ Wilhelmshaven lần sau cùng vào ngày 1 tháng 8 cho chuyến tuần tra thứ sáu, và đã hoạt động tại Khu vực Tiếp cận phía Tây. Trong vòng một tháng, chiếc tàu ngầm đã đánh chìm ba tàu đối phương, tất cả đều trong đội hình các đoàn tàu vận tải. Vào ngày 7 tháng 8, nó đánh chìm tàu chở hành khách Ai Cập SS Mohamed Ali El-Kebir trong thành phần Đoàn tàu HX 61 đang trong lộ trình từ Halifax đến Gibraltar, khiến 320 người thiệt mạng. Trên đường từ Sierra Leone đến Anh trong thành phần Đoàn tàu SL-41, tàu chở hàng Anh Llanfair cũng trúng ngư lôi và bị đánh chìm. Cuối cùng là chiếc tàu hơi nước Síp Har Zion, vốn vừa tách ra khỏi Đoàn tàu OB-225 trong lộ trình từ Liverpool, Anh đến Savannah, Hoa Kỳ. Kết thúc chuyến tuần tra, U-38 đi đến cảng Lorient bên bờ Đại Tây Dương của Pháp đã bị Đức Quốc Xã chiếm đóng vào ngày 3 tháng 9.

#### Chuyến tuần tra thứ bảy
Vào ngày 25 tháng 9, U-38 thực hiện chuyến tuần tra đầu tiên từ căn cứ tàu ngầm mới Lorient để hoạt động tại Khu vực Tiếp cận Tây Bắc. Chiếc tàu ngầm đã tấn công năm mục tiêu và đánh chìm được bốn chiếc trong số chúng. Tàu chở hàng Anh Highland Patriot bị đánh chìm vào ngày 1 tháng 10; và mãi hai tuần sau đó mới đánh chìm mục tiêu tiếp theo là tàu chở hàng Hy Lạp Aenos vào ngày 17 tháng 10, trong thành phần Đoàn tàu SC-7 di chuyển từ Sydney, Nova Scotia sang Anh. Sang ngày hôm sau, nó gây hư hại cho tàu chở hàng Carsbreck cùng trong thành phần Đoàn tàu SC-7 từ Sydney đến Grimsby, Anh. Đến ngày 19 tháng 10, nó tấn công Đoàn tàu HX-79 và đánh chìm được tàu buôn Hà Lan Bilderdijk và tàu buôn Anh Matheran. U-38 quay trở về căn cứ Lorient vào ngày 24 tháng 10.

#### Chuyến tuần tra thứ tám
U-38 rời cảng Lorient vào ngày 18 tháng 12 cho chuyến tuần tra thứ tám để lại hoạt động tại Khu vực Tiếp cận Tây Bắc. Chiếc tàu ngầm đã đánh chìm được hai mục tiêu trong chuyến đi này: tàu buôn Anh Waiotira vào ngày 27 tháng 12; và tàu buôn Thụy Điển Valparaiso, vốn trong thành phần Đoàn tàu HX 97 trong hành trình từ Halifax đến Glasgow, vào ngày 31 tháng 12. U-38 quay trở về cảng Lorient vào ngày 22 tháng 1, 1941.

### 1941

#### Chuyến tuần tra thứ chín
Sau khi trải qua hai tháng rưỡi được sửa chữa, bảo trì và tiếp liệu trong cảng, U-38 lại lên đường vào ngày 9 tháng 4, 1941 cho chuyến tuần tra thứ chín để hoạt động ngoài khơi bờ biển Tây Phi. Đây là chuyến tuần tra thành công nhất của chiếc tàu ngầm, khi nó đánh chìm được tổng cộng tám tàu đối phương. Vào ngày 4 tháng 5, nó phóng ngư lôi đánh chìm tàu buôn Thụy Điển Japan, vốn đang di chuyển từ Anh sang Hoa Kỳ trong thành phần Đoàn tàu OB 310. Sang ngày hôm sau nó tiếp tục đánh chìm tàu chở hàng Anh Queen Maud. Đến ngày 23 tháng 5, U-38 lại đánh chìm tàu buôn Hà Lan Berhala trong thành phần Đoàn tàu OB 318 từ Anh sang Hoa Kỳ. Tàu chở hàng Anh Vulcain trúng ngư lôi và đắm vào ngày 24 tháng 5; và sáu ngày sau đó đến lượt tàu chở hàng Anh Tabaristan. Vào ngày 30 tháng 5, U-38 phóng ngư lôi đánh chìm tàu buôn Anh Empire Protector, và tàu chở hàng Na Uy Rinda vào ngày hôm sau. Đến ngày 8 tháng 6, chiếc tàu ngầm đánh chìm mục tiêu thứ tám là chiếc tàu chở hàng Anh Kingston Hill. Sau gần ba tháng hoạt động trên biển, U-38 quay trở về cảng Lorient vào ngày 29 tháng 6.

#### Chuyến tuần tra thứ mười và thứ mười một
Lần đầu tiên trong suốt quãng đời hoạt động, U-38 ra khơi với một hạm trưởng mới, Thiếu tá Hải quân Heinrich Schuch, vào ngày 6 tháng 8. Trong chuyến tuần tra thứ mười kéo dài năm tuần lễ tại vùng biển Bắc Đại Tây Dương, nó chỉ đánh chìm được tàu chở hàng Panama Longtanker vào ngày 18 tháng 8. Chiếc tàu ngầm quay trở về cảng Lorient vào ngày 14 tháng 9.
U-38 xuất phát từ cảng Lorient lần cuối cùng vào ngày 15 tháng 10, tiếp tục dưới quyền chỉ huy của Thiếu tá Heinrich Schuch. Chuyến tuần tra thứ mười một tiếp tục được thực hiện trong vùng biển Bắc Đại Tây Dương, tuy nhiên trong suốt năm tuần lễ nó không đánh chìm được mục tiêu nào. Chiếc tàu ngầm về đến căn cứ tàu ngầm tại Bergen, Na Uy vào ngày 21 tháng 11, rồi lại lên đường hai ngày sau đó và đi đến cảng Stettin, Đức (nay là Szczecin thuộc Ba Lan) vào ngày 29 tháng 11.

### 1942 - 1945
Sau chuyến tuần tra cuối cùng, từ tháng 12, 1941, U-38 được điều sang Chi hạm đội U-boat 24 để phục vụ trong vai trò huấn luyện, và sau này hoạt động như một tàu ngầm thử nghiệm. Con tàu lần lượt được điều sang Chi hạm đội U-boat 21 từ ngày 1 tháng 4, 1942; Chi hạm đội U-boat 4 từ ngày 1 tháng 12, 1943; và cuối cùng sang Chi hạm đội U-boat 5 từ ngày 1 tháng 3, 1945.
Khi cuộc xung đột bước vào giai đoạn kết thúc, theo dự định của Chiến dịch Regenbogen, U-38 bị thủy thủ đoàn đánh đắm về phía Tây Wesermünde (nay là Bremerhaven) Flensburg, tại tọa độ 53°34′B 8°32′Đ / 53,567°B 8,533°Đ, vào ngày 5 tháng 5, 1945, để tránh bị lọt vào tay lực lượng Đồng Minh.

### "Bầy sói" tham gia
U-38 từng tham gia năm bầy sói:
- Prien (12–17 tháng 6, 1940)
- Grönland (10–27 tháng 8, 1941)
- Markgraf (27 tháng 8 – 3 tháng 9, 1941)
- Schlagetot (20 tháng 10 – 1 tháng 11, 1941)
- Raubritter (1–11 tháng 11, 1941)

### Tóm tắt chiến công
U-38 đã đánh chìm được 35 tàu buôn tổng tải trọng 188.967 GRT, đồng thời gây hư hại cho mộ tàu buôn tải trọng 3.670 GRT. U-38 được xếp thứ mười trong số những tàu ngầm U-boat thành công nhất trong Thế Chiến II.
| Ngày              | Tên tàu              | Quốc tịch      | Tải trọng | Số phận      |
| ----------------- | -------------------- | -------------- | --------- | ------------ |
| 6 tháng 9, 1939   | Manaar               | United Kingdom | 7.242     | Bị đánh chìm |
| 11 tháng 9, 1939  | Inverliffey          | UK/ Ireland    | 9.456     | Bị đánh chìm |
| 7 tháng 12, 1939  | Thomas Walton        | United Kingdom | 4.460     | Bị đánh chìm |
| 11 tháng 12, 1939 | Garoufalia           | Greece         | 4.708     | Bị đánh chìm |
| 13 tháng 12, 1939 | Deptford             | United Kingdom | 4.101     | Bị đánh chìm |
| 9 tháng 3, 1940   | Leukos               | Ireland        | 216       | Bị đánh chìm |
| 17 tháng 3, 1940  | Argentina            | Denmark        | 5.375     | Bị đánh chìm |
| 21 tháng 3, 1940  | Algier               | Denmark        | 1.654     | Bị đánh chìm |
| 21 tháng 3, 1940  | Christiansborg       | Denmark        | 3.270     | Bị đánh chìm |
| 26 tháng 3, 1940  | Cometa               | Norway         | 3.794     | Bị đánh chìm |
| 2 tháng 4, 1940   | Signe                | Finland        | 1.540     | Bị đánh chìm |
| 14 tháng 6, 1940  | Mount Myrto          | Greece         | 5.403     | Bị đánh chìm |
| 15 tháng 6, 1940  | Erik Boye            | Canada         | 2.238     | Bị đánh chìm |
| 15 tháng 6, 1940  | Italia               | Norway         | 9.973     | Bị đánh chìm |
| 20 tháng 6, 1940  | Tilia Gorthon        | Sweden         | 1.776     | Bị đánh chìm |
| 21 tháng 6, 1940  | Luxembourg           | Belgium        | 5.809     | Bị đánh chìm |
| 22 tháng 6, 1940  | Neion                | Greece         | 5.154     | Bị đánh chìm |
| 7 tháng 8, 1940   | Mohamed Ali El-Kebir | United Kingdom | 7.527     | Bị đánh chìm |
| 11 tháng 8, 1940  | Llanfair             | United Kingdom | 4.966     | Bị đánh chìm |
| 31 tháng 8, 1940  | Har Zion             | Cyprus         | 2.508     | Bị đánh chìm |
| 1 tháng 10, 1940  | Highland Patriot     | United Kingdom | 14.172    | Bị đánh chìm |
| 17 tháng 10, 1940 | Aenos                | Greece         | 3.554     | Bị đánh chìm |
| 18 tháng 10, 1940 | Carsbreck            | United Kingdom | 3.670     | Bị hư hại    |
| 19 tháng 10, 1940 | Bilderdijk           | Netherlands    | 6.856     | Bị đánh chìm |
| 19 tháng 10, 1940 | Matheran             | United Kingdom | 7.653     | Bị đánh chìm |
| 27 tháng 12, 1940 | Waiotira             | United Kingdom | 12.823    | Bị đánh chìm |
| 31 tháng 12, 1940 | Valparaíso           | Sweden         | 3.760     | Bị đánh chìm |
| 4 tháng 5, 1941   | Japan                | Sweden         | 5.230     | Bị đánh chìm |
| 5 tháng 5, 1941   | Queen Maud           | United Kingdom | 4.976     | Bị đánh chìm |
| 23 tháng 5, 1941  | Berhala              | Netherlands    | 6.622     | Bị đánh chìm |
| 24 tháng 5, 1941  | Vulcain              | United Kingdom | 4.362     | Bị đánh chìm |
| 29 tháng 5, 1941  | Tabaristan           | United Kingdom | 6.251     | Bị đánh chìm |
| 30 tháng 5, 1941  | Empire Protector     | United Kingdom | 6.181     | Bị đánh chìm |
| 31 tháng 5, 1941  | Rinda                | Norway         | 6.029     | Bị đánh chìm |
| 8 tháng 6, 1941   | Kingston Hill        | United Kingdom | 7.628     | Bị đánh chìm |
| 18 tháng 8, 1941  | Longtaker            | Panama         | 1.700     | Bị đánh chìm |